# Anta (Quechua)
Anta, ime jedne od plemenskih skupina Indijanaca koji su živjeli u blizini današnjeg Cuzca, koji se lociraju u dolini Anta (nazivanoj i Zúrite, Jaquijahuana, Xaquixaquana,Sacsahuana) zajedno s plemenima Tampo (Tambo), Sanco (Tanco, Canco), Quilliscachi i Equeco (Equequo). Anta i plemena u dolinini Anta kao i sva ostala plemena što su živjeli oko Cuzca govorila su jezikom quechua, i bili su Inke po krvi ili privilegijama
Ime Anta navodi se i među plemenima u provinciji Vilcas kao kolonisti među dugouhima.